# Ekonomiåret 1940

## Händelser
- 6 januari
  - På trettondedag jul arbetar hundratusen personer frivilligt i 400 svenska företag och skänker inkomsten till Finlandshjälpen, under mottot "Trettondagen för Finland".[1]

## Födda
- 26 december - Sören Gyll, svensk företagsledare.
- 22 mars - Gunnar Bergvall, svensk civilingenjör och civilekonom, grundare av TV4.